# Langsporig fluweelpootje
Het langsporig fluweelpootje (Flammulina elastica) is een schimmel behorend tot de familie Physalacriaceae. Het komt vooral in het winterhalfjaar tevoorschijn. Het leeft saprotroof op stammen van zieke wilgen en soms populieren.

## Kenmerken

### Uiterlijke kenmerken
Hoed
De hoed heeft een diameter van 2 tot 10 cm. Ze zijn aanvankelijk convex en worden vlakker naarmate ze volwassen worden. De hoedrand is vaak licht golvend. Bij nat weer hebben de hoede een glimmend uiterlijk.
Lamellen
De lamellen hebben matige tussenafstanden. De kleur is romig wit en ze worden bleekgeel naarmate het vruchtlichaam rijpt.
Steel
De steel is taai en bedekt met een fijn fluweelachtig dons. De kleur is bleekcrèmegeel net als de hoed. De stelen worden vaak bruin naar de basis toe.
Sporenprint
De sporenprint is wit.

### Microscopische kenmerken
De basidiosporen zijn ellipsoïde, inamyloïde en meten 8 tot 11,5 bij 3 tot 4. Het Q-getal is rond de 2,3 en er moeten veel sporen langer dan 10 µm zijn.

## Verspreiding
Het verspreidingsgebied van het langsporige fluweelpootje ligt voornamelijk in Europa. In Nederland komt het langsporig fluweelpootje matig algemeen voor.

## Vergelijkbare soorten
Het lijkt op het gewoon fluweelpootje, maar deze heeft slechts enkele sporen die 10 µm bereiken en een lager Q-getal.

## Naamgeving
Pier Andrea Saccardo publiceerde de wetenschappelijke naam Collybia elastica in 1887. De huidige geaccepteerde naam Flammulina elastica werd gepubliceerd in 1999 door Scott A. Redhead en Ronald H. Petersen.
De naam van het geslacht Flammulina is een verwijzing naar de gele of oranje hoedjes, die glinsteren als 'vlammetjes' in de winterzon. De  soortaanduiding elastica verwijst naar de flexibele textuur van deze paddenstoelen.